# Gobioides sagitta
Gobioides sagitta ist ein Knochenfisch aus der Familie der Oxudercidae innerhalb der Grundelartigen (Gobiiformes), der in der Küstenregion des westlichen Afrika vorkommt.

## Verbreitung und Lebensweise
Das Verbreitungsgebiet beginnt am Senegal und reicht über ganz Ober- und Niederguinea, die Inseln des Golf von Guinea bis nach Pointe-Noire in der Republik Kongo. Gobioides sagitta bewohnt dort die Gezeitenzone, Lagunen, Brackwasserbereiche und geht auch in Flussbereiche, die noch von den Gezeiten beeinflusst werden.

## Merkmale
Gobioides sagitta wird 40, maximal 50 cm lang und besitzt einen stark langgestreckten Körper mit 31 Wirbeln und langer Rücken- und Afterflosse. Im Maul sitzen zwei Zahnreihen im Unter- und eine Zahnreihe im Oberkiefer. Die Maulspalte reicht bis hinter das Auge. Kopf und Rücken sind blaugrau gefärbt, die Unterseite gelblich-weiß, die Flossen grau oder weiß.
- Flossenformel: Dorsale VII/19–21, Anale I/19, Pectorale 17, Caudale 16–18.

Rücken- und Afterflosse sind mit der Schwanzflosse durch eine Flossenmembran verbunden. Die Schwanzflosse ist pfeilförmig zugespitzt.